# Онисим Византийски
Онисим (на гръцки: Ὀνήσιμος; на латински: Onesimus), † 15 февруари между 68 и 95) е епископ на Византион през 54-68 г.
Според Новия завет той е роб при някой си Филемон. Избягва от господаря си и отива при апостол Павел, когато той е в затвора в Ефес, там става християнин и най-вероятно се кръщава. Павел го изпраща обратно и пише на господаря му писмо , споменато в Новия завет. По-късно Онисим става съдружник на Павел.
Според легендата Онисим става епископ вероятно на Ефес или на Византион и умира като мъченик.
Чества се от Православната църква на: 15 февруари, 6 юли, 22 ноември, 1 декември, 4 януари. Покровител е на мъжките домашни служещи и на чираците.